# 格赖涅-梅尼勒昂戈
格赖涅-梅尼勒昂戈（法語：Graignes-Mesnil-Angot，法語發音：[ɡʁɛɲ mɛnil ɑ̃ɡo]）是法国芒什省的一个市镇，属于圣洛区。该市镇总面积18.35平方公里，2009年时的人口为789人。该市镇于2007年由原市镇格赖涅（Graignes）和勒梅尼勒昂戈（Le Mesnil-Angot）合并而成。

## 地理
格赖涅-梅尼勒昂戈（49°14'17"N, 1°12'5"W）面积18.35 平方千米，位于法国诺曼底大区芒什省，该省份为法国西北部沿海省份，西、北、东北三面环大西洋，东起顺时针与卡爾瓦多斯省、奧恩省、马耶讷省和伊勒-维莱讷省接壤。
与格赖涅-梅尼勒昂戈接壤的市镇（或旧市镇、城区）包括：勒代泽尔、勒梅尼勒韦讷龙、圣安德烈德博翁、圣让德代、特里布乌、卡朗唐莱马赖、蓬埃贝尔。
格赖涅-梅尼勒昂戈的时区为UTC+01:00、UTC+02:00（夏令时）。

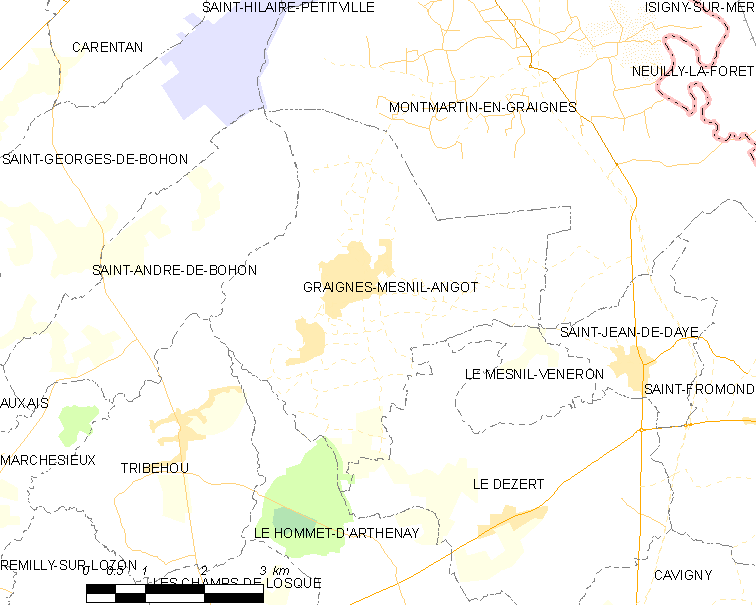
格赖涅-梅尼勒昂戈的OSM定位图

## 行政
格赖涅-梅尼勒昂戈的邮政编码为50620，INSEE市镇编码为50216。

## 政治
格赖涅-梅尼勒昂戈所属的省级选区为蓬埃贝尔县。

## 人口
格赖涅-梅尼勒昂戈于2022年1月1日时的人口数量为800人。